# Jeane Bueno
Jeane Bueno da Cruz (Tambaú, 24 de março de 1999) é uma jogadora de futebol brasileira que atua como goleira.
Ela atuou pelo Ferroviária (2017-2020) e Real Brasília.
Em 2019, Jeane integrou o elenco do Ferroviária que foi campeão brasileiro. Além do mais, a atleta foi campeã da Copa Ouro Sub-20 e do Campeonato Paulista Sub-17.